# Memorias de la Sociedad Cubana de Historia Natural "Felipe Poey"
Memorias de la Sociedad Cubana de Historia Natural «Felipe Poey» (abreviado Mem. Soc. Cub. Hist. Nat. «Felipe Poey») fue una revista con ilustraciones y descripciones botánicas que fue editada en La Habana. Se publicaron 25 números en los años 1915-1961; suspendida en 1918-1920; 1927-1934.